# Statuto delle libertà

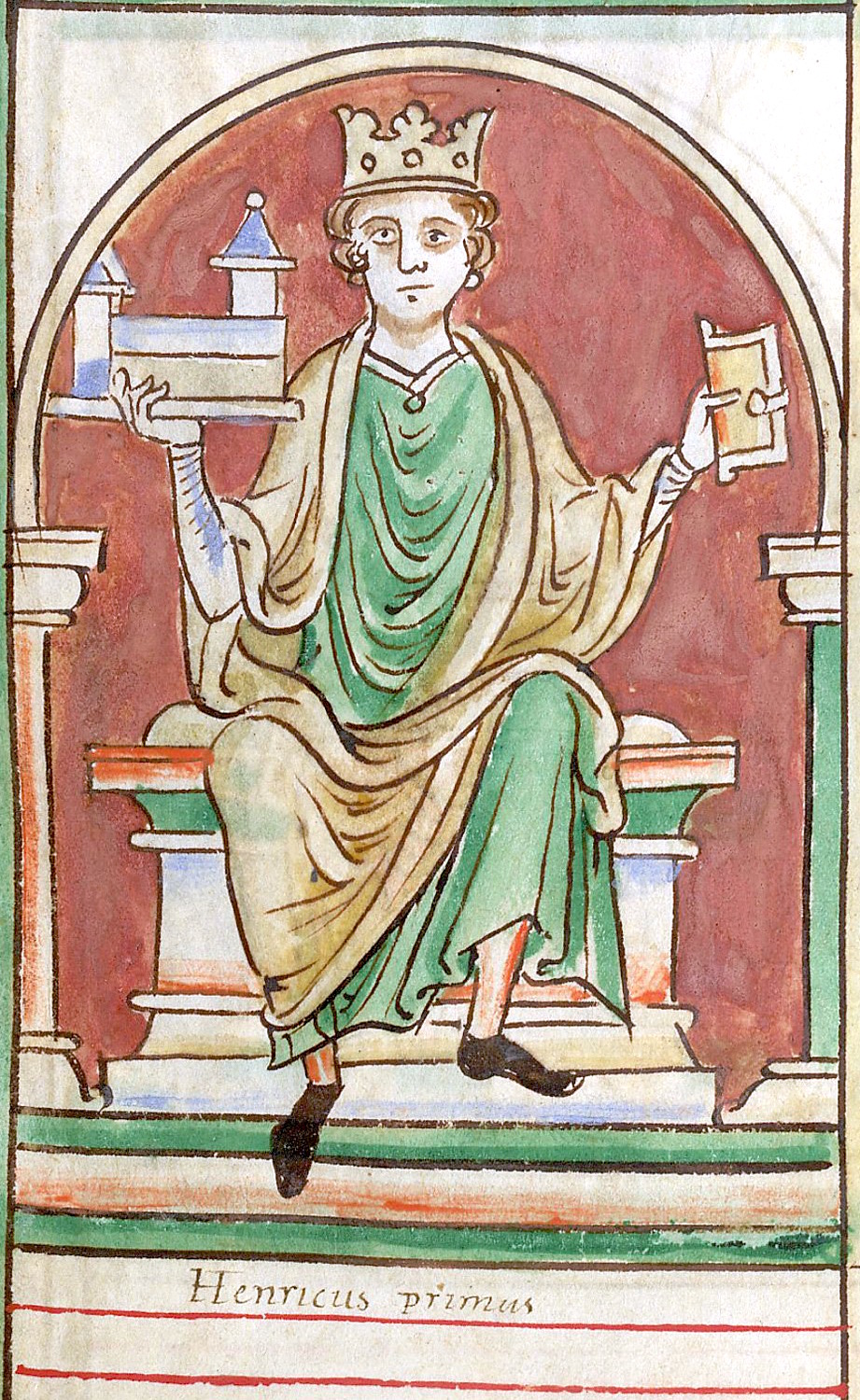
Enrico I Beauclerc fu forzato a concedere ai baroni lo Statuto delle libertà quando fu incoronato nel 1100.

Lo Statuto delle libertà, detta anche la Carta dell'incoronazione, è un proclama redatto dal re d'Inghilterra Enrico I Beauclerc e pubblicato al momento della sua ascesa al trono nel 1100.
Lo Statuto delle libertà impegnava il re ad alcuni obblighi concernenti il trattamento dei nobili e dei dignitari ecclesiastici.
Il documento trattava di certi abusi esercitati dalla supremazia reale del suo predecessore, suo fratello Guglielmo II Rufus, e specificatamente la sovratassazione di duchi e conti, specialmente al momento di ereditare; e l'abuso nei confronti delle sedi vescovili così come l'abuso dei benefici ecclesiastici e la pratica della simonia.
Questo documento è considerato come una tappa decisiva per la storia delle libertà in Inghilterra anche se i monarchi inglesi, per oltre cento anni, generalmente lo ignorarono, sino a che, nel 1213, l'arcivescovo di Canterbury, Stefano Langton, appena rientrato dall'esilio ne rammentò l'esistenza ai nobili. Lo Statuto delle libertà, dove le libertà dei baroni erano state garantite da Enrico I, più di un secolo prima, costituì il documento precursore della Magna Carta.